# YouTube Premium

Logo YouTube Premium

YouTube Premium (dawniej YouTube Red) –  płatny serwis streamingowy oferujący pozbawione reklam treści z platformy YouTube, oryginalne produkcje przygotowane dla platformy oraz dostęp do usługi YouTube Music. Serwis jest dostępny w Stanach Zjednoczonych, Australii, Meksyku, Nowej Zelandii, Korei Południowej i Polsce. Serwis został uruchomiony w październiku 2015 roku pod nazwą YouTube Red, w maju 2018 roku nastąpiła zmiana nazwy. 15 maja 2019 r. serwis uruchomiono w Polsce.
Od 2021 roku w krajach takich jak Belgia, Dania, Finlandia, Luksemburg, Norwegia i Szwecja, wprowadzono nową wersję subskrypcji o nazwie YouTube Premium Lite. Plan oferuje brak reklam w serwisie, bez możliwości odtwarzania nagrań w tle czy pobierania treści na urządzenia użytkownika.